# Estadio del 700.º Aniversario
El Estadio del 700º Aniversario (en inglés: 700th Anniversary Stadium), es un estadio de fútbol ubicado en la ciudad de Chiangmai en Tailandia. El estadio fue inaugurado en 1995 con motivo del 700 aniversario de la ciudad de Chiang Mai, es propiedad del club Chiangmai FC que participa en la Liga Premier de Tailandia, el recinto posee una capacidad para 25 000 espectadores.
El estadio ha celebrado variados torneos deportivos, destacan los Juegos del Sudeste Asiático de 1995, la Copa Tigre 2000 y la Copa Mundial Femenina de Fútbol Sub-19 de 2004.